# Gloria Ray Karlmark
Gloria Cecelia Ray Karlmark (née le 26 septembre 1942 à Little Rock) est une informaticienne afro-américaine, membre des neuf de Little Rock, les neuf étudiants qui ont déségrégué la Little Rock Central High School, en Arkansas, en 1957.

## Biographie
Gloria Ray Kalmark est l'une des trois enfants de Harvey C. et Julia Miller Ray. Début septembre 1957, à 15 ans, elle a fait partie des neuf étudiants afro-américains qui ont tenté d'entrer à Little Rock Central High School et en ont été empêchés par la Garde nationale de l'Arkansas (en) sur ordre du gouverneur Orval Faubus, opposé à l'intégration raciale. Ils sont retournés à l'école trois semaines plus tard, protégés par les troupes fédérales,.

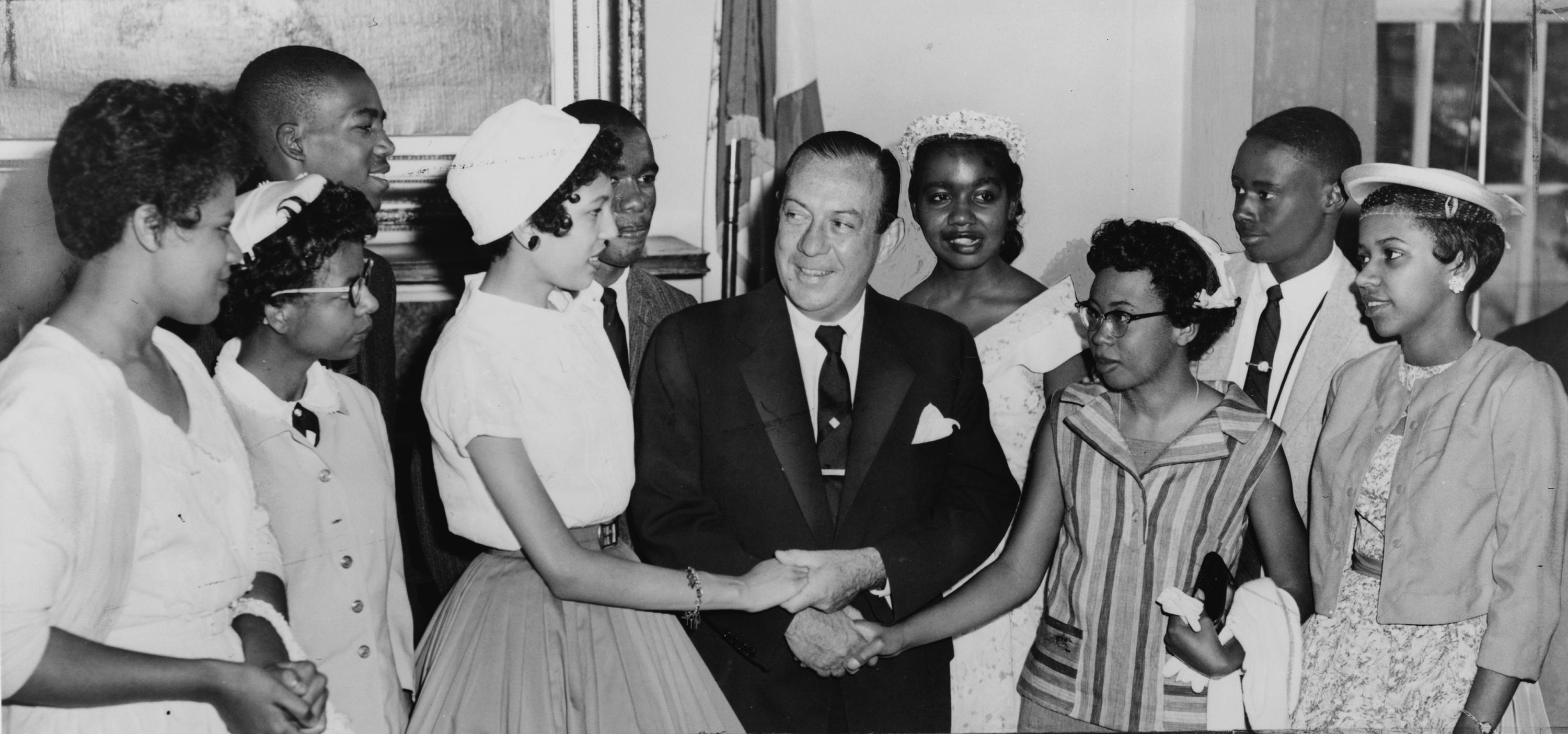
Les neuf de Little Rock reçus par le maire de New York Robert F. Wagner Jr. en 1958 (Karlmark est la deuxième à droite, avec des lunettes et une robe à rayures).

En 1958, Karlmark et les neuf de Little Rock ont reçu la médaille Spingarn de l'Association nationale pour l'avancement des personnes de couleur (NAACP) pour les réalisations exceptionnelles d'un Afro-américain.
En 1965, elle a obtenu un baccalauréat universitaire (licence) en chimie et mathématiques de l'Institut de technologie de l'Illinois. Elle a travaillé brièvement comme enseignante dans une école publique et assistante de recherche au Centre médical de recherche de l'université de Chicago. Ray a épousé Krister Karlmark en 1966, et a rejoint en 1970 le laboratoire nordique d'International Business Machine (IBM) à Stockholm, en Suède, où elle a travaillé comme analyste systèmes et rédactrice technique. En 1976, elle a cofondé la revue Computers in Industry, dont elle a été la rédactrice en chef jusqu'en 1991.
Karlmark est embauchée par le Swedish Patent and Registration Office (en) (Bureau d'enregistrement des brevets, équivalent de l'INPI français) de Suède en tant que conseillère juridique de protection des brevets, et de 1977 à 1981, elle a travaillé pour le département des brevets internationaux d'IBM. En 1994, Karlmark est allée travailler aux Pays-Bas pour Philips Telecommunications à Hilversum et plus tard pour Philips Lighting à Eindhoven. Elle et son mari ont deux enfants. En 1998, Karlmark et les autres membres des neuf de Little Rock ont reçu la médaille d'or du Congrès pour leur « héroïsme désintéressé »,.
Karlmark a fait part de ses préoccupations concernant le racisme aux États-Unis et réside maintenant en Suède et aux Pays-Bas.
En 2019, l'Institut de technologie de l'Illinois lui a décerné le grade de docteur honoris causa en sciences pour ses contributions exceptionnelles au développement d'une société plus inclusive.